# Paul Kenjirō Kōriyama
Paul Kenjirō Kōriyama (jap. パウロ 郡山 健次郎 Pauro Kōriyama Kenjirō; ur. 20 sierpnia 1942 na wyspie Amami-Ōshima) – japoński duchowny rzymskokatolicki, w latach 2006-2018 biskup diecezjalny Kagoshimy. 

## Życiorys
Święcenia kapłańskie przyjął 20 marca 1972 w diecezji Kagoshimy. Pracował przede wszystkim jako duszpasterz parafialny, był także m.in. koordynatorem diecezjalnego telefonu zaufania oraz duszpasterzem rodzin.
3 grudnia 2005 papież Benedykt XVI mianował go ordynariuszem Kagoshimy. Sakry udzielił mu 29 stycznia 2006 jego poprzednik na tej stolicy biskupiej, Paul Shin’ichi Itonaga. 7 lipca 2018 przeszedł na emeryturę.